# Samset
Samset är ett småhusområde uppfört på 2000-talet som ligger väster om Klockarpvägen och strax väster om de centrala delarna av Jönköping i Jönköpings kommun. SCB klassade 2010 bebyggelsen som en småort för att därefter räkna den som en del av tätorten Jönköping.